# Dirk Snyders
Dirk Snyders (Deurne, 22 gennaio 1965) è un ex cestista belga.

## Carriera
Con il Belgio ha disputato i Campionati europei del 1993.